# Gunnar Qvist
Karl Gunnar Ingemar Qvist, född 11 oktober 1916 i Ludvika, död 6 september 1980, var en svensk historiker.
Han var rådsdocent i kvinnohistoria (och tilldelades professors namn). En av hans teser är att kvinnors emancipation under 1800-talet var ett led i männens klasskamp. Sedan 1960 drev han den tesen i avhandlingen Kvinnofrågan i Sverige, som handlar om hur kvinnor fick rätt att driva viss handel, hur vissa restriktioner mjukades upp under 1800-talet.
Han är begravd i Lundby gamla kyrkogård i Göteborg.